# Copa del Món de ciclisme en pista de 1993
La Copa del Món de ciclisme en pista de 1993 va ser la 1a edició de la Copa del Món de ciclisme en pista. Es va celebrar del 14 de maig de 1993 al 4 de juliol de 1993 amb la disputa de dos proves.

## Proves
| Data            | Lloc        |
| --------------- | ----------- |
| 14-16 maig 1993 | Copenhaguen |
| 2-4 juliol 1993 | Hyères      |

## Resultats

### Masculins
| Event                 | Guanyador   | Segon       | Tercer      |
| Copenhaguen           | Copenhaguen | Copenhaguen | Copenhaguen |
| --------------------- | ----------- | ----------- | ----------- |
| Keirin                |             |             |             |
| Quilòmetre            |             |             |             |
| Velocitat             |             |             |             |
| Velocitat per equips  |             |             |             |
| Persecució            |             |             |             |
| Persecució per equips |             |             |             |
| Puntuació             |             |             |             |
| Madison               |             |             |             |
| Hyères                |             |             |             |
| Keirin                |             |             |             |
| Quilòmetre            |             |             |             |
| Velocitat             |             |             |             |
| Velocitat per equips  |             |             |             |
| Persecució            |             |             |             |
| Persecució per equips |             |             |             |
| Puntuació             |             |             |             |
| Madison               |             |             |             |

### Femenins
| Event                 | Guanyadora                      | Segona                      | Tercera                       |
| Copenhaguen           | Copenhaguen                     | Copenhaguen                 | Copenhaguen                   |
| --------------------- | ------------------------------- | --------------------------- | ----------------------------- |
| 500 m. contrarellotge | Galina Jenchuchina (RUS)        | Annett Neumann (GER)        | Nathalie Lancien-Even (FRA)   |
| Velocitat             | Olga Slyussareva (RUS)          | Annett Neumann (GER)        | Connie Paraskevin-Young (USA) |
| Persecució            | Jeannie Quigley-Eickhoff (USA)  | Hanne Malmberg (DEN)        | Svetlana Samokhvalova (RUS)   |
| Puntuació             | Gulnara Ivanova-Fatkulina (RUS) | Svetlana Samokhvalova (RUS) | Elena Loskutova (UKR)         |
| Hyères                |                                 |                             |                               |
| 500 m. contrarellotge | Félicia Ballanger (FRA)         | Tanya Dubnicoff (CAN)       | Annett Neumann (GER)          |
| Velocitat             | Tanya Dubnicoff (CAN)           | Ingrid Haringa (NED)        | Félicia Ballanger (FRA)       |
| Persecució            | Maria Jongeling (NED)           | Hanne Malmberg (DEN)        | Kristel Werckx (BEL)          |
| Puntuació             | Ingrid Haringa (NED)            | Kristel Werckx (BEL)        | Evelyne Mueller (SUI)         |
| Scratch               | Patsy Maegerman (BEL)           | Isabelle Gautheron (FRA)    | Elena Loskutova (UKR)         |

## Classificació
| Rang | País   | Total |
| ---- | ------ | ----- |
| 1    | França |       |